# エイミー・マン・ライヴ〜アット・セント・アンズ・ウェアハウス
『エイミー・マン・ライヴ〜アット・セント・アンズ・ウェアハウス』（原題：Live at St. Ann's Warehouse）は、エイミー・マンが2004年に録音・発表した、キャリア初のライブ・アルバム。DVD付きのヴァージョンもリリースされた。2004年当時は日本発売されなかったが、エイミー・マンのソロ名義では初となる日本公演が決定したのに伴い、2005年9月にCD+DVDのフォーマットで発売された。

## 解説
過去4作のスタジオ・アルバムや、映画『マグノリア』（1999年公開）のサウンドトラックで発表された楽曲に加えて、当時まだ発売されていなかったアルバム『フォーゴトン・アーム』（2005年）からの「ゴーイング・スルー・ザ・モーションズ」と「キング・オブ・ザ・ジェイルハウス」も歌唱されている。
ラリー・コリエルの息子であるギタリスト、ジュリアン・コリエルが参加しており、コリエルはマンの次作『フォーゴトン・アーム』のレコーディングにも参加した。

## 収録曲
特記なき楽曲はエイミー・マン作。

### CD
1. モス - "The Moth" - 3:45
2. シュガーコーテッド - "Sugarcoated" (Aimee Mann, Bernard Butler) - 3:57
3. ゴーイング・スルー・ザ・モーションズ - "Going Through the Motions" - 2:53
4. アマチュア - "Amateur" (A. Mann, Jon Brion) - 4:41
5. ワイズ・アップ - "Wise Up" - 3:21
6. セイヴ・ミー - "Save Me" - 4:43
7. スチューピッド・シング - "Stupid Thing" (A. Mann, J. Brion) - 4:14
8. ザッツ・ジャスト・ホワット・ユー・アー - "That's Just What You Are" - 4:26
9. パヴロフス・ベル - "Pavlov's Bell" - 4:34
10. ロング・ショット - "Long Shot" - 5:32
11. フォース・オブ・ジュライ - "4th of July" - 3:29
12. キング・オブ・ザ・ジェイルハウス - "King of the Jailhouse" - 5:40
13. デスリー - "Deathly" - 7:03

### DVD
1. モス - "The Moth"
2. コーリング・イット・クイッツ - "Calling It Quits"
3. シュガーコーテッド - "Sugarcoated" (A. Mann, B. Butler)
4. ゴーイング・スルー・ザ・モーションズ - "Going Through the Motions"
5. ハンプティ・ダンプティ - "Humpty Dumpty"
6. アマチュア - "Amateur" (A. Mann, J. Brion)
7. ワイズ・アップ - "Wise Up"
8. セイヴ・ミー - "Save Me"
9. スチューピッド・シング - "Stupid Thing" (A. Mann, J. Brion)
10. パヴロフス・ベル - "Pavlov's Bell"
11. ロング・ショット - "Long Shot"
12. フォース・オブ・ジュライ - "4th of July"
13. レッド・ヴァインズ - "Red Vines"
14. インヴィジブル・インク - "Invisible Ink" (A. Mann, Clayton Scoble)
15. キング・オブ・ザ・ジェイルハウス - "King of the Jailhouse"
16. デスリー - "Deathly"

## 参加ミュージシャン
- エイミー・マン - ボーカル、アコースティック・ギター、ベース、エレクトリックギター、ピアノ
- ジェビン・ブルーニ - キーボード
- ポール・ブライアン - ベース、バッキング・ボーカル、アコースティック・ギター
- ジュリアン・コリエル - ギター、バッキング・ボーカル、メロディカ
- ジョン・サンズ - ドラムス